# Steve Giles
Steve Giles (né le 4 juillet 1972 à Saint-Stephen) est un céiste canadien. Lors des Jeux olympiques d'été de 2000 disputés à Sydney il remporte la médaille de bronze dans l'épreuve du C1 1000m.

## Palmarès
- Médaille de bronze au C1 1000m aux Jeux olympiques de Sydney en 2000.